# Coyanosa (Texas)
Coyanosa es un lugar designado por el censo ubicado en el condado de Pecos en el estado estadounidense de Texas. En el Censo de 2010 tenía una población de 163 habitantes y una densidad poblacional de 292,72 personas por km².

## Geografía
Coyanosa se encuentra ubicado en las coordenadas 31°14′28″N 103°3′53″O / 31.24111, -103.06472. Según la Oficina del Censo de los Estados Unidos, Coyanosa tiene una superficie total de 0.56 km², de la cual 0.56 km² corresponden a tierra firme y (0%) 0 km² es agua.

## Demografía
Según el censo de 2010, había 163 personas residiendo en Coyanosa. La densidad de población era de 292,72 hab./km². De los 163 habitantes, Coyanosa estaba compuesto por el 69.94% blancos, el 0% eran afroamericanos, el 0% eran amerindios, el 0% eran asiáticos, el 0% eran isleños del Pacífico, el 29.45% eran de otras razas y el 0.61% pertenecían a dos o más razas. Del total de la población el 97.55% eran hispanos o latinos de cualquier raza.